# تل سرمست (حلقه‌ای)
تل سرمست (حلقه‌ای) مربوط به دوره هخامنشی است و در شهرستان مرودشت، بخش مرکزی، دهستان محمدآباد، ۲ کیلومتری جنوب روستای رشمیجان، میان اراضی کشاورزی واقع شده و این اثر در تاریخ ۱۸ شهریور ۱۳۸۷ با شمارهٔ ثبت ۲۳۴۲۱ به‌عنوان یکی از آثار ملی ایران به ثبت رسیده است.